# Гараж (музей)
Музей сучасного мистецтва «Гараж» — російський музей сучасного мистецтва. Заснований у 2008 році Дар'єю Жуковою та Романом Абрамовичем, розташований у Парку Горького в Москві. З червня 2015 року він розміщений у будівлі за проектом голландського архітектора Рема Колгаса.
Входить до топ-100 найвідвідуваніших художніх музеїв світу (2020). Займає п'яте місце за відвідуваністю серед музеїв Москви, у 2018 році музей відвідали 818 тисяч осіб, у 2019 році музей відвідали 942 тисячі осіб.

## Колекції та виставки
Хоча музей в основному зосереджується на російському сучасному мистецтві з 1950-х років, він також проводив виставки міжнародних художників, таких як Марк Ротко, Ентоні Гормлі, Сінді Шерман, Джефф Кунс і Такасі Муракамі.